# Valeria de Paiva
Valeria Correa Vaz de Paiva là một nhà toán học, nhà logic học và nhà khoa học máy tính người Brazil có liên quan đến Samsung Research America. Công việc của cô bao gồm nghiên cứu về cách tiếp cận logic để tính toán, đặc biệt là sử dụng lý thuyết thể loại, biểu diễn tri thức và ngữ nghĩa ngôn ngữ tự nhiên, và lập trình chức năng với trọng tâm là nền tảng và lý thuyết loại.

## Giáo dục
De Paiva có bằng cử nhân toán học năm 1982, bằng thạc sĩ năm 1984 (về Đại số thuần túy) và hoàn thành bằng tiến sĩ tại Đại học Cambridge năm 1988, dưới sự giám sát của Martin Hyland. Luận án của cô đã giới thiệu các không gian Dialectica, một cách phân loại để xây dựng các mô hình logic tuyến tính.

## Sự nghiệp và nghiên cứu
Valeria de Paiva đã làm việc 9 năm tại PARC ở Palo Alto, California và cũng làm việc tại Rearden Commerce và Cuil trước khi gia nhập Nuance. Cô là một nghiên cứu viên danh dự về khoa học máy tính tại Đại học Birmingham.

## Ấn phẩm lựa chọn
Term Assignment for Intuitionistic Linear Logic. (with Benton, Bierman and Hyland). Technical Report 262, University of Cambridge Computer Laboratory. August 1992.
Lineales. (with J.M.E. Hyland) In "O que nos faz pensar" Special number in Logic of "Cadernos do Dept. de Filosofia da PUC", Pontificial Catholic University of Rio de Janeiro, Abril 1991.
A Dialectica-like Model of Linear Logic.In Proceedings of Category Theory and Computer Science, Manchester, UK, September 1989. Springer-Verlag LNCS 389 (eds. D. Pitt, D. Rydeheard, P. Dybjer, A. Pitts and A. Poigne).
The Dialectica Categories. In Proc of Categories in Computer Science and Logic, Boulder, CO, 1987. Contemporary Mathematics, vol 92, American Mathematical Society, 1989 (eds. J. Gray and A. Scedrov)